# Hạ Hòe
Đế Hòe (chữ Hán: 帝槐), cũng gọi là Phần, là vị vua thứ 8 của nhà Hạ trong lịch sử Trung Quốc.

## Thân thế
Hạ Hòe là con của Hạ Trữ – vua thứ 7 của nhà Hạ.

## Trị vì
Khoảng năm 2040 TCN, sau khi vua cha Trữ qua đời, Hạ Hòe lên nối ngôi.
Khoảng năm thứ 3 trong thời gian ông làm vua, 9 bộ tộc ngoại bang (di) đến chầu. Năm thứ 16, tộc Lạc Bá (洛伯) gây chiến với tộc Phùng Di (冯夷) ở đất Hứa (河).
Theo Sử ký, Hạ Hòe ở ngôi 26 năm nhưng theo Trúc thư kỉ niên thì ông ở ngôi 44 năm. Theo sách này, năm thứ 36 trong thời gian cai trị, ông làm thơ và soạn nhạc bài Hoàn thổ (圜土)
Sau khi ông qua đời, con ông là Hạ Mang lên nối ngôi.